# Zeche Nöckerskottenbank
Die Zeche Nöckerskottenbank ist ein ehemaliges Steinkohlenbergwerk in Essen-Werden-Fischlaken. Das Bergwerk wurde während seiner Betriebszeit mehrmals stillgelegt und wieder in Betrieb genommen.

## Bergwerksgeschichte
Am 11. Juni des Jahres 1788 wurde das Abbaurecht durch den Abt Anselmus von Werden verliehen. Im Anschluss an die Verleihung wurde noch im selben Jahr Stollenbau betrieben. Am 12. November des Jahres 1854 wurde ein Längenfeld verliehen. Ab dem 2. Halbjahr des Jahres 1855 war das Bergwerk in Förderung. Im Jahr 1857 wurde zunächst noch Gewinnung betrieben, ab dem 2. Halbjahr desselben Jahres wurde das Bergwerk nicht mehr in den Unterlagen genannt. Im Jahr 1871 wurde das Bergwerk wieder in Betrieb genommen. Die abgebauten Kohlen wurden in einem Schacht der Zeche Paul gefördert. Für diese Leistung musste die Zeche Nöckerskottenbank ein Entgelt an die Zeche Paul entrichten. Im Jahr 1876 wurde eine Vereinigung mit der Zeche Louise unter dem Namen Louise & Nöckerskottenbank eingegangen. Im Jahr 1879 wurde diese Vereinigung wieder getrennt, das Bergwerk war nun wieder als eigener Betrieb vorhanden. Im Jahr 1884 wurde das Grubenfeld über die Zeche Paul aufgeschlossen. Oberhalb der Stollensohle wurde in geringem Umfang abgebaut. Im Jahr 1888 wurde das Bergwerk stillgelegt. Im Jahr 1919 wurde das Bergwerk wieder in Betrieb genommen. Am 1. Mai des Jahres 1924 wurde die Zeche Nöckerskottenbank endgültig stillgelegt.

## Förderung und Belegschaft
Die ersten bekannten Förderzahlen des Bergwerks stammen aus dem Jahr 1871, damals wurden 428 Tonnen Steinkohle gefördert. Die ersten bekannten Belegschaftszahlen des Bergwerks stammen aus dem Jahr 1873, damals wurden mit 62 Bergleuten 4897 Tonnen Steinkohle gefördert. Im Jahr 1869 wurden mit 18 Bergleuten 2316 Tonnen Steinkohle gefördert. Im Jahr 1879 lag die Förderung bei 2293 Tonnen Steinkohle, die Belegschaftszahl lag bei sechs Beschäftigten. Im Jahr 1881 wurde von vier Bergleuten eine Förderung von 975 Tonnen Steinkohle erbracht. Im Jahr 1885 förderten zwei Bergleute 235 Tonnen Steinkohle. Die letzten Förderzahlen des Bergwerks stammen aus dem Jahr 1888, von zwei Bergleuten wurden 65 Tonnen Steinkohle gefördert. Im Jahr 1919 waren noch einmal 95 Bergleute auf der Zeche Nöckerskottenbank beschäftigt.